# 尼僧とキューピッドの弓
『尼僧とキューピッドの弓』（にそうとキューピッドのゆみ）は、日本の小説家多和田葉子による小説である。
単行本は、2010年7月25日に講談社より、同社の創業100周年記念出版「書き下ろし100冊」のうちの1冊として刊行された。単行本の装幀は、吉田浩美・吉田篤弘（クラフト・エヴィング商會）による。2011年、第21回紫式部文学賞を受賞する。文庫版は、2013年7月12日に講談社文庫より刊行された。
翻訳家の鴻巣友季子は、「ことばに翻弄されて方角を見失い、奇妙なものたちに次々と出逢って、気づいた時には森のはずれにぽんと放りだされている。そんな読後感がある。もちろんそれは不快どころか、とても愉快な体験だ」「多和田ワールドのキュートさ全開の一冊である」と評価している。

## あらすじ
日本人の作家である〈わたし〉は、ある年の夏に、ドイツ北西部、ニーダーザクセン州のリューネブルガー・ハイデ地方にある、1000年以上もの歴史をもつ尼僧修道院を訪問する。〈わたし〉が密かに〈透明美〉と名付けた尼僧によれば、尼僧たちは必ずしも禁欲的な生活を送っているわけではないという。〈わたし〉が密かに〈流壺〉と名付けた尼僧によれば、尼僧院長のもとに、男性の弓道の先生がたびたび尋ねてきていたという。別の尼僧によると、その先生は実は恋人で、尼僧院長と別れ切れずに追ってきたのだという。

## 主な登場人物
〈わたし〉
作家。
〈透明美〉
尼僧。
〈流壺〉
尼僧。